# Alfred Dunhill Kampioenschap 2013
Het Alfred Dunhill Kampioenschap 2013 - officieel het Alfred Dunhill Championship 2013 - was een golftoernooi dat liep van 28 november tot en met 1 december 2013 en werd gespeeld op de Leopard Creek Golf Club in Mpumalanga. Het toernooi maakte deel uit van de Sunshine Tour 2013 en de Europese PGA Tour 2014, het tweede toernooi van het Europese PGA-seizoen dat niet gelijk liep met het kalenderjaar.
Titelhouder was Charl Schwartzel en het prijzengeld bedroeg €1.500.000.
Het toernooi werd gewonnen door titelhouder Charl Schwartzel met 11 slagen voorsprong op nummer 2, de Zweed Kristoffer Broberg. Het record op de Europese Tour staat op de naam van Tiger Woods, die in 2000 het US Open won met 15 slagen voorsprong.
In 2013 behaalden 27 spelers een tourkaart via de Tourschool. Deze spelers werden geplaatst in categorie 15, d.w.z. dat ze een aantal toernooien in 2014 kunnen spelen. Hoe hoger zij in die categorie staan, hoe meer speelkansen ze krijgen. Daan Huizing promoveerde naar de Europese Tour omdat hij in de top-5 van de Challenge Tour eindigde. Hij staat in categorie 13, en krijgt dus meer speelkansen.

## Verslag

### Ronde 1
Pablo Martin Benavides won dit toernooi al twee keer en speelt hier op invitatie.

De 36-jarige Chris Doak en mogelijk een laatbloeier. Hij won in 2012 op de Challenge Tour en had in 2013 zijn beste seizoen op de Europese Tour. Op de wereldranglijst staat hij nummer 311. Toen hij de eerste ronde beëindigde, stond hij met -5 aan de leiding. Een half uur later werd hij ingehaald door Morten Ørum Madsen, de winnaar van het vorige toernooi. 

### Ronde 2
Richard Finch verloor in 2013 zijn speelrecht en slaagde er niet in op de Finals van de Tourschool zijn kaart voor de Europese Tour terug te krijgen. Hij speelt hier op invitatie en maakte rondes van 68-70 voor een gedeeld 4de plaats.
Daan Huizing en Thomas Pieters  maakten een ronde van 76 en misten de cut, net als de tweevoudige winnaar van dit toernooi, Pablo Martin, die negen bogeys maakte. De andere tweevoudige winnaar, Charl Schwartzel, deed het beter. Na een tweede ronde van 68 kwam hij naast Madsen aan de leiding.
Emiliano Grillo  maakte een hole-in-one op hole 12 maar miste de cut. De enige amateur van het gezelschap, Brits Amateur-winnaar Garrick Porteous, kwalificeerde zich wel voor het weekend.

### Ronde 3
Morten Ørum Madsen verdween van het toneel na een ronde van +7, maar Schwartzel en Richard Finch speelden een bogeyvrije ronde. Schwartzel bleef daarmee aan de leiding, Finch kwam op de 2de plaats terecht. Carlos Del Moral speelde zichzelf met een ronde van -6 naar de top-10. 

### Ronde 4
Charl Schwartzel was niet in te halen, hij won met een voorsprong van vier slagen en Richard Finch bleef op de tweede plaats. De beste ronde was van ANdrea Pavan, die 35 plaatsen steeg. 
- Scores

| Naam                   | R2D | WR   | Score R1 | Score R1 | Nr   | Score R2 | Score R2 | Totaal | Nr  | Score R3 | Score R3 | Totaal | Nr  | Score R4 | Score R4 | Totaal | Nr  |
| ---------------------- | --- | ---- | -------- | -------- | ---- | -------- | -------- | ------ | --- | -------- | -------- | ------ | --- | -------- | -------- | ------ | --- |
| Charl Schwartzel       | 4   | 21   | 68       | -4       | T4   | 68       | -4       | -8     | T1  | 67       | -5       | -13    | 1   | 68       | -4       | -17    | 1   |
| Richard Finch          | =   | 441  | 68       | -4       | T4   | 70       | -2       | -6     | T5  | 67       | -5       | -11    | 2   | 70       | -2       | -13    | 2   |
| Romain Wattel          | =   | 213  | 70       | -2       | T15  | 69       | -3       | -5     | T7  | 68       | -4       | -9     | 4   | 71       | -1       | -10    | T3  |
| Ross Fisher            | 17  | 80   | 72       | par      | T48  | 65       | -7       | -7     | T3  | 72       | par      | -7     | T6  | 69       | -3       | -10    | T3  |
| Søren Hansen           | =   | 618  | 72       | par      | T48  | 65       | -7       | -7     | T3  | 71       | -1       | -8     | 5   | 71       | -1       | -9     | 6   |
| Andrea Pavan           | 27  | 200  | 72       | par      | T48  | 71       | -1       | -1     | T34 | 74       | +2       | +1     | T46 | 65       | -7       | -6     | T11 |
| Victor Riu             | =   | 388  | 68       | -4       | T    | 71       | -1       | -5     | T7  | 67       | -5       | -10    | 3   | 76       | +4       | -6     | T11 |
| Morten Ørum Madsen     | 1   | 121  | 65       | -7       | T1   | 71       | -1       | -8     | T1  | 79       | +7       | -1     | T34 | 69       | -3       | -4     | T16 |
| Ricardo Santos         | =   | 199  | 66       | -6       | T2   | 74       | +2       | -4     | T11 | 72       | par      | -4     | T15 | 72       | par      | -4     | T16 |
| Allan Versfeld         | =   | 682  | 66       | -6       | T2   | 77       | +5       | -1     | T34 | 69       | -3       | -4     | T15 | 72       | par      | -4     | T16 |
| Tyrone Van Aswegen     | =   | 481  | 70       | -2       | T15  | 68       | -4       | -6     | T5  | 72       | par      | -6     | T8  | 74       | +2       | -4     | T16 |
| Chris Doak             | 27  | 311  | 69       | -3       | T8   | 73       | +1       | -2     | T26 | 76       | +4       | +2     | T55 | 74       | +2       | +4     | T57 |
| Pablo Martin Benavides | =   | 1429 | 70       | -2       | T15  | 77       | +5       | +3     | MC  |          |          |        |     |          |          |        |     |
| Daan Huizing           | 12  | 204  | 75       | +3       | T106 | 76       | +4       | +7     | MC  |          |          |        |     |          |          |        |     |
| Thomas Pieters         | =   | 1226 | 76       | +4       | T122 | 76       | +4       | +8     | MC  |          |          |        |     |          |          |        |     |

| Leider |  | Toernooirecord |  | MC = Missed Cut |  | DQ = disqualified |  | R2D = Race To Dubai |  | WR = Wereldranglijst |

De ranglijst van de Race To Dubai begint elk jaar opnieuw. Aangezien dit doernooi het tweede toernooi is van seizoen 2013-2014, hebben alleen de spelers die aan het eerste toernooi meededen, een ranking op deze lijst. De wereldranglijst loopt door.

## Spelers
| Europese Tour - Matthew Baldwin - Seve Benson - Grégory Bourdy - Kristoffer Broberg - François Calmels - Jorge Campillo - Alejandro Cañizares - Johan Carlsson - Magnus A. Carlsson - Chris Doak - David Drysdale - Simon Dyson - Nacho Elvira - Niclas Fasth - Ross Fisher - Emiliano Grillo - JB Hansen - Soren Hansen - Tyrrell Hatton - Grégory Havret - Michael Hoey - Daan Huizing - Scott Jamieson - Maximilian Kieffer - Sihwan Kim - Peter Lawrie - Craig Lee - Thomas Levet - Alexander Levy - Tom Lewis - José-Filipe Lima - Gareth Maybin - Damien McGrane - Jamie McLeary - Edoardo Molinari - Matthew Nixon - Morten Ørum Madsen - Adrian Otaegui | - John Parry - Andrea Pavan - Eddie Pepperell - Victor Riu - Robert Rock - Ricardo Santos - Charl Schwartzel (2013) - Lee Slattery - Graeme Storm - Andy Sullivan - Simon Thornton - Paul Waring - Romain Wattel - Steve Webster - Peter Whiteford - Danny Willett Tourschool top-27 - Carlos Del Moral (1) - Fabrizio Zanotti(2) - Marco Crespi (3) - Gary Stal (4) - Mikael Lundberg (5) - Adrien Saddier (6) - John Hahn (7) - Connor Arendell (8) - Wade Ormsby (9) - Stuart Manley (10) - James Morrison (11) - James Heath (12) - Simon Wakefield (13) - Jens Dantorp (14) - Brinson Paolini (15) - Kevin Phelan (17) - Andreas Hartø (18) - Daniel Brooks (19) - Thomas Pieters (20) - Lucas Bjerregaard (21) | Nationale/Regionale Orders of Merit - Warren Abery - Jaco Ahlers - Thomas Aiken - Christiaan Basson - Oliver Bekker - Jacques Blaauw - Desvonde Botes - Michiel Bothma - Merrick Bremner - Heinrich Bruiners - Dean Burmester - Ryan Cairns - Matthew Carvell - JG Claassen - George Coetzee - Andrew Curlewis - Louis De Jager - Ruan De Smidt - Bryce Easton - Tyrone Ferreira - Darren Fichardt - Trevor Fisher Jr - Andrew Georgiou - Vaughn Groenewald - Alex Haindl - Justin Harding - Keith Horne - Jean Hugo - James Kamte - Peter Karmis - James Kingston - Jbe' Kruger - Pablo Martin B. (2010, 2011) - Doug McGuigan - PH McIntyre - Titch Moore | - Garth Mulroy - Colin Nel - Shaun Norris - Hennie Otto - Jake Roos - Lyle Rowe - Neil Schietekat - Teboho Sefatsa - JJ Senekal - Theunis Spangenberg - Richard Sterne - Chris Swanepoel - Ulrich Van den Berg - Divan Van den Heever - Dawie Van der Walt - Tjaart Van der Walt - Danie Van Tonder - Jaco Van Zyl - Allan Versveld - Justin Walters Invitaties - Haydn Porteous - Yubin Jung - Brendon De Jonge - Musiwalo Nethunzwi - Prinavin Nelson - Oliver Fisher - Tyrone Van Aswegen - Richard Finch - Thabang Simon - Omar Sandys - John Daly - Ignacio Garrido Amateurs - Garrick Porteous |